# Gebhard von Konstanz

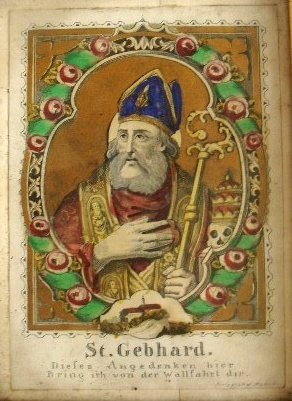
St. Gebhard, Stich um 1820

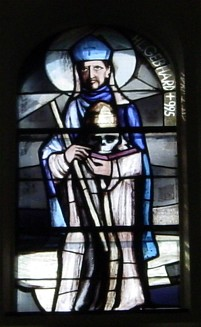
Gebhard von Konstanz (Kirchenfenster in der Pfarrkirche Liesing gestaltet von Martin Häusle)

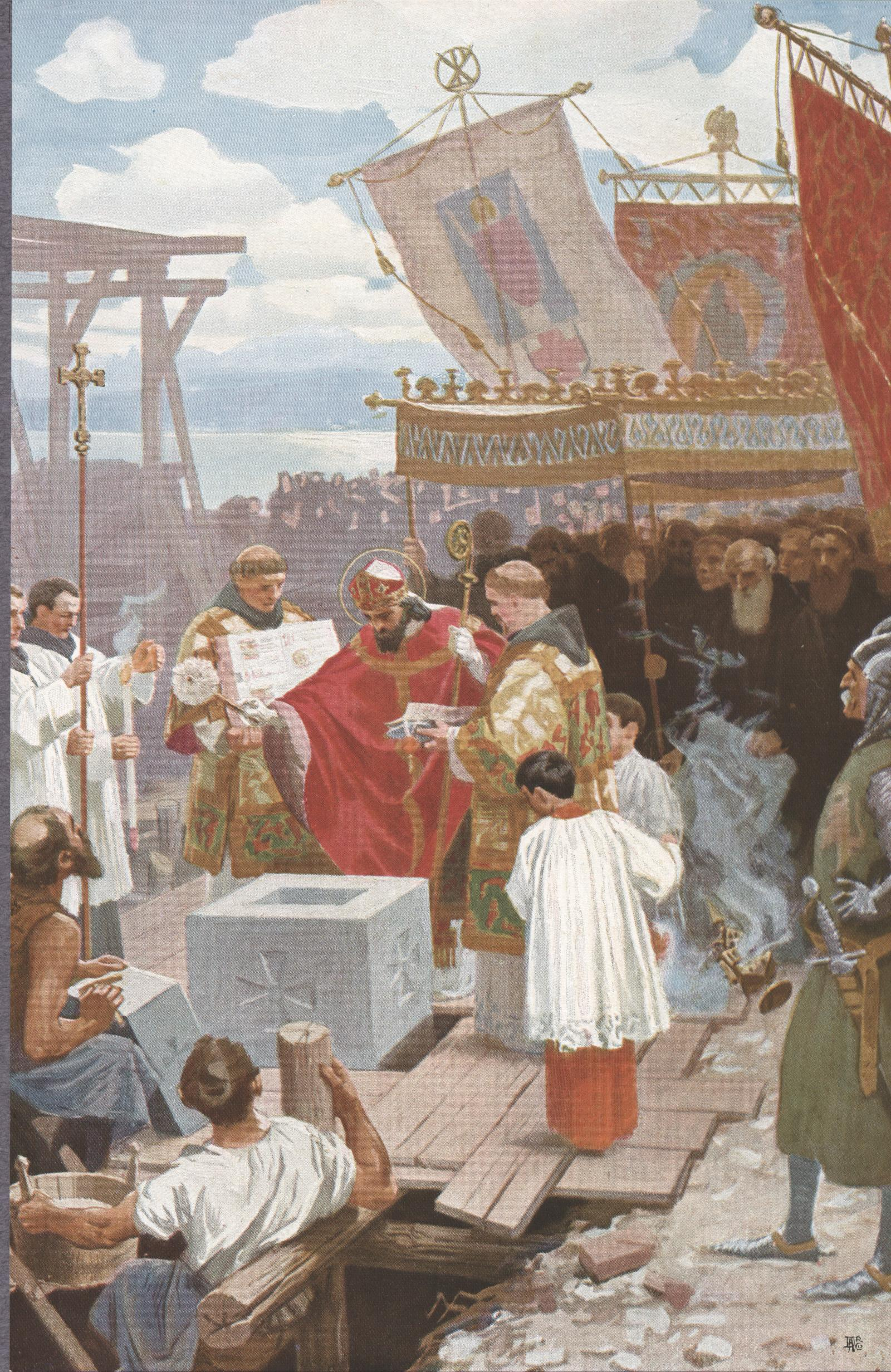
Grundsteinlegung des Klosters Petershausen durch Bischof Gebhard von Konstanz, Gemälde von Gebhard Fugel, 1907

Gebhard von Konstanz, auch Gebhard II. von Bregenz (* 949 in Bregenz; † 27. August 995 in Konstanz) war von 979 bis 995 Bischof des Bistums Konstanz und wird in diesem ebenso wie in dessen Nachfolgebistümern als Heiliger verehrt.

## Leben
Gebhard entstammte dem bedeutenden alemannischen Geschlecht der Udalrichinger. Er war der jüngste Sohn des Grafen Ulrich VI. von Bregenz. Einer seiner älteren Brüder ist Liutfried, Graf von Winterthur. Als sein Geburtsort wird die Burg Hohenbregenz auf dem Bregenzer Gebhardsberg angenommen. Er soll durch einen Kaiserschnitt zur Welt gekommen sein. Die Mutter starb bei seiner Geburt.
Gebhard wurde deshalb seinem Onkel, dem später heiliggesprochenen Bischof Konrad I. zur Erziehung anvertraut. Er besuchte die Domschule von Konstanz. Konrad weihte ihn zum Priester. 979 ernannte Kaiser Otto II. den erst 30-jährigen zum Bischof von Konstanz; die Weihe fand im Mainzer Dom statt.
Gebhard setzte die Reformarbeit seines Onkels fort. Er soll sich Zeitberichten zufolge durch Fürsorge für die Armen ausgezeichnet und sich um die Bildung und Vertiefung des Glaubens bemüht haben. 983 gründete er hierzu das Benediktinerkloster Petershausen zu Konstanz als bischöfliches Eigenkloster und stattete es mit seinen Erbgütern aus. Auch mehrere Pfarreigründungen im süddeutschen Raum gehen auf ihn zurück.
Gebhard soll einen Lahmen mit seinem Stab geheilt haben. Schon bald nach seinem Tod (995) verehrte man ihn als Heiligen. Bischof Ulrich II. von Konstanz sanktionierte diese Verehrung 1134 mit der „feierlichen Erhebung seiner Gebeine“, was einer Heiligsprechung gleichkam. Das Bistum Konstanz hatte damit nach Konrad (1123 heiliggesprochen) und dem Katakombenheiligen Pelagius seinen dritten „Hausheiligen“.
Gebhard wurde in dem von ihm gegründeten Kloster Petershausen beigesetzt. Seine Reliquien wurden jedoch 1530 von Bilderstürmern in den Rhein geworfen.
Ab 1670 sind Wallfahrten auf den Gebhardsberg bei Bregenz dokumentiert. 1723 wurde die dortige Kapelle St. Gebhard geweiht. 1821 wurde dort eine Armreliquie aus dem aufgehobenen Kloster Petershausen untergebracht.

## Gedenktag
- 27. August, Landesfeiertag in Vorarlberg, Gedenktag im Erzbistum Freiburg und der Diözese Rottenburg-Stuttgart
- 26. November gemeinsam mit dem Hl. Konrad (Regionalkalender für das deutsche Sprachgebiet)

Gebhard ist Patron der Diözese Feldkirch und der Kirche St. Gebhard (Konstanz).
Er wird für leichte Entbindung und bei Halsleiden angerufen.

## Ikonografie
Frühe Darstellungen zeigen Gebhard von Konstanz als Bischof mit Krummstab, Mitra und einer kleinen Kirche unter dem Arm. Im 18. Jahrhundert kommen zwei Attribute hinzu, die auf seine Wunderwirkungen verweisen: der Totenkopf des hl. Gregor und sein heilender Stab.

## Einzelbelege und Anmerkungen (als Fußnoten)
1. 1 2 3 4  Informationstafel in der Wallfahrtskirche auf der Burg Hohenbregenz
2. ↑  laut Informationstafel in der Wallfahrtskirche auf der Burg Hohenbregenz hießen seine Eltern Graf Utzo und Frau Dietburg
3. ↑  Hiltgart L. Keller: Lexikon der Heiligen und biblischen Gestalten. 11. Auflage. Philipp Reclam jun. GmbH & Co. KG, Stuttgart 2010, S. 254.

| Vorgänger | Amt                          | Nachfolger |
| --------- | ---------------------------- | ---------- |
| Gaminolf  | Bischof von Konstanz 979–995 | Lambert    |

| Personendaten    | Personendaten                  |
| ---------------- | ------------------------------ |
| NAME             | Gebhard von Konstanz           |
| ALTERNATIVNAMEN  | Gebhard II. von Bregenz        |
| KURZBESCHREIBUNG | Bischof von Konstanz, Heiliger |
| GEBURTSDATUM     | 949                            |
| GEBURTSORT       | Bregenz                        |
| STERBEDATUM      | 27. August 995                 |
| STERBEORT        | Konstanz                       |